# Theater De Fransche School
Theater de Fransche School in de Gelderse stad Culemborg is een voormalige armenschool. Het rijksmonument stamt uit 1847 en kende in de loop der jaren verschillende functies. Sinds 1981 is het het gebouw een theater. 

## Geschiedenis

### Armenschool (1847–1891)[3][4]
De stad Culemborg kende halverwege de 19e eeuw een hoge mate van armoede onder haar inwoners. Het gemeentebestuur besloot, in het kader van armoedebestrijding, tot de realisatie van een armenschool. Want, zo redeneerde het gemeentebestuur, de bestrijding van armoede begint bij onderwijs. Door het realiseren van de armenschool werd het voor ieder kind in Culemborg mogelijk om onderwijs te volgen.
Op 15 september 1846 werd de eerste steen van het gebouw gelegd, deze datum is nog te vinden in de twee plintstenen onderaan de zuil van de voorgevel. De bouw zou een jaar in beslag nemen en in september 1847 werd de armenschool geopend. De school telde rond de 200 leerlingen en had twee onderwijzers, een hoofdonderwijzer en een hulponderwijzer. Omdat veel kinderen uit boerengezinnen kwamen en in de zomermaanden op het land werkten schommelden de leerlingenaantallen.

### Vloedvrij lokaal (1855)[5]

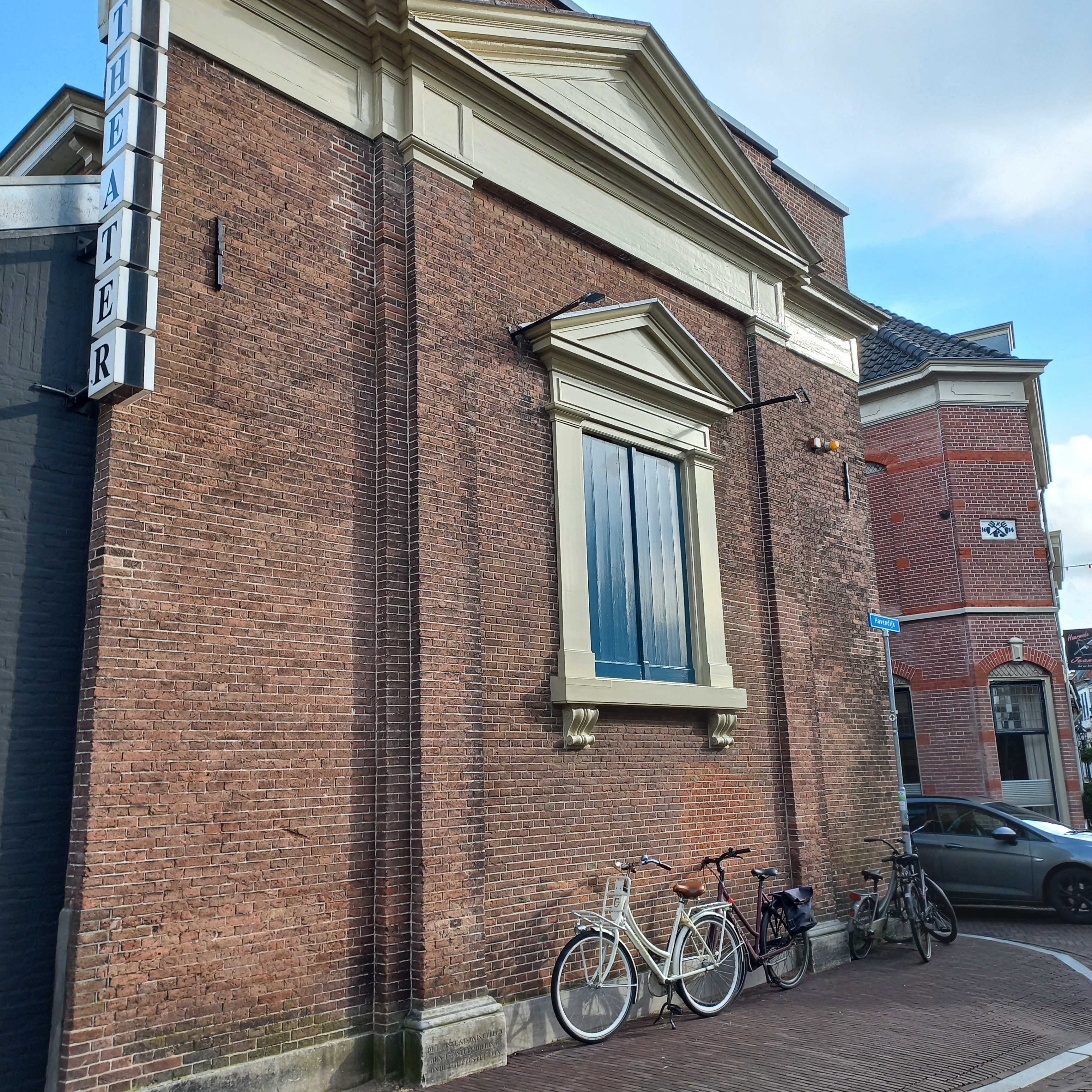
Vloeddeur

De ligging van Culemborg naast de rivier de Lek en het overstromingsgevaar was aanleiding om het gebouw een tweede functie toe te kennen. Naast de primaire functie van het gebouw, zijnde een school, werd de school zo gebouwd dat deze tijdens hoog water dienst kon doen als vloedvrij lokaal. Bij de bouw werd vanwege deze functie op twee meter hoogte een vloeddeur geplaatst, zodat bij een eventuele overstromingen evacués via deze deur naar binnen konden komen. Tijdens de watersnoodramp 1855 werd het gebouw gebruikt als vloedvrij lokaal. Toen na een strenge vorstperiode het water in de rivier de Lek begon te dooien, lag de rivier vol ijsschotsen. Deze blokkeerden de doorgang van het water en zo steeg de waterstand fors. Uiteindelijk hield de dijk bij Maurik het niet. Lagergelegen stadsdelen en het buitengebied kwamen onder water te staan. 250 mensen uit de ondergelopen gebieden vonden een onderkomen in het vloedvrije lokaal.

### Fransche school (1891– 1900)[3]
In 1891 verhuisde de armenschool naar een pand aan de Prijssestraat. Op de onderste verdieping van de voormalige armenschool werd een gymnastieklokaal voor gymnastiekvereniging Kunst en Kracht gerealiseerd, daarnaast gebruikte muziekvereniging Concordia deze als oefenruimte. De bovenverdieping werd deels ingericht als woonhuis.
Een jaar later, in 1892, werd de huurovereenkomst met de gymnastiekvereniging alweer opgezegd. De reden hiervoor was dat het leerlingenaantal van de Franse school dusdanig groeide dat er ruimtegebrek ontstond. In die tijd waren er drie verschillende soorten scholen in Culemborg, de armenschool (armen), de burgerschool (middenklasse) en de Fransche school (welgestelden). Het feit dat het leerlingaantal op de Franse school steeg was een teken dat de burgers in Culemborg vermogender werden, ouders moesten namelijk flink in de buidel tasten om hun kind naar deze school te laten gaan. Op de benedenverdieping van de voormalige armenschool werd wederom een klaslokaal ingericht dat dienstdeed als dependance van de Franse school. Het huidige theater heeft haar naam te danken aan deze periode in haar geschiedenis.
Muziekvereniging Concordia bleef, in tegenstelling tot de gymnastiekvereniging, wel langer gebruik maken van het pand. Tot 1960 bleef dit hun repetitieruimte.  

### Gaarkeuken (1914–1945)[3]
Tijdens de Eerste Wereldoorlog werd het gebouw gebruikt als gaarkeuken. Hoewel Nederland tijdens de Eerste Wereldoorlog neutraal bleef, ontstonden er, zeker aan het einde van de oorlog, wel voedseltekorten. De import van voedsel stond nagenoeg stil, dit zorgde voor schaarste en hoge voedselprijzen.
Uit de periode tussen de twee wereldoorlogen is weinig bekend, aangenomen wordt dat er weinig tot geen activiteit plaats hebben gevonden.
Ook in de Tweede Wereldoorlog werd het gebouw gebruikt als gaarkeuken. De keuken startte met twee ketels, maar de capaciteit werd later uitgebreid naar vijf ketels. Zowel aan voedsel om te bereiden als aan brandstof om te stoken was een groot gebrek. Om toch alle monden te kunnen vullen moest er enorm zuinig omgesprongen worden met de beschikbare middelen. Het gebrek aan brandstof werd opgelost doordat de plantsoenendienst populierenhout leverde aan de keuken.  

### Garage (1945–1964)[3]
Begin jaren 1950 nam busbedrijf Streef het gebouw in gebruik als garage. Door jarenlang achterstallig onderhoud verkeerde het gebouw in deze periode niet in al te beste staat. Achterin het gebouw bevond zich nog steeds de oefenruimte van Concoridia en op de bovenverdieping had gymnastiekvereniging Olympia een oefenruimte. Doordat de bussen steeds groter werden en de straten in de binnenstad maar smal zijn lukte het nog maar nauwelijks om de bocht naar de garage te nemen. Vandaar dat het busbedrijf in 1964 verhuisde naar een ander pand met meer ruimte. Op foto's uit deze tijd is te zien dat de vloeddeur plaats heeft gemaakt voor garagedeuren. De vloeddeur wordt bij de latere renovatie hersteld in zijn oorspronkelijke staat. 

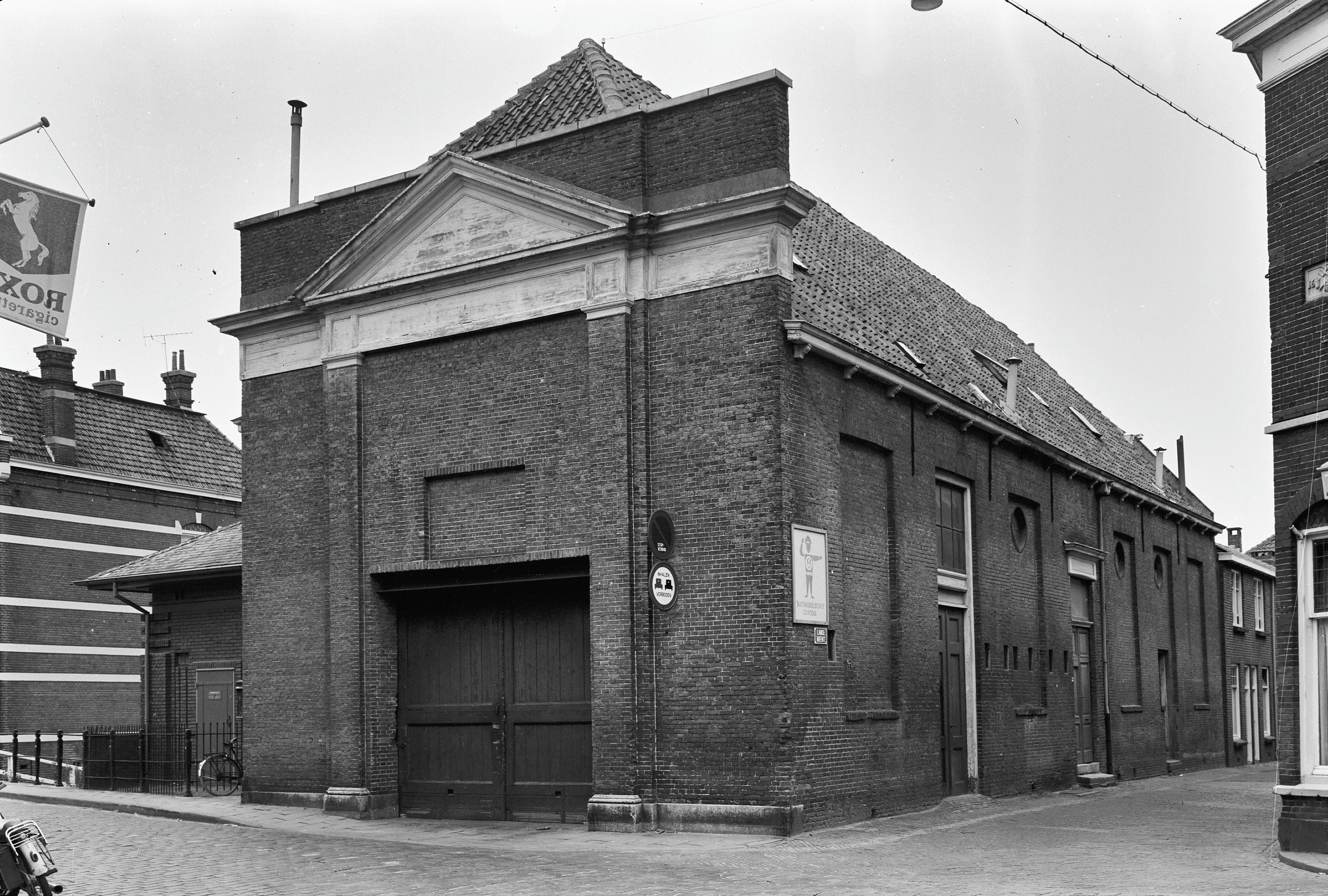
Foto uit 1964

### Dreigende sloop (1964–1981)[6]
Nadat busbedrijf Streef vertrokken was uit het pand, werd de gemeente eigenaar. Het pand verkeerde nog steeds in zeer slechte staat. De gemeente zou het pand het liefst gesloopt zien worden om zo de bereikbaarheid van de achtergelegen parkeerplaatsen aan de lange meent te verbeteren. In eerste instantie keurde de rijksdienst in 1967 de sloopplannen van de gemeente goed. Echter, later dat jaar werd door dezelfde rijksdienst besloten om het gebouw op de voorlopige monumentenlijst te zetten. De gemeente ging in bezwaar tegen de beslissing, maar het bezwaar werd afgewezen. Begin 1969 kwam het gebouw definitief op de monumentenlijst van de rijksdienst te staan en daarmee was de sloop van de baan.

### Theater (1981–heden)[3]

#### Eerste theater
Nadat het pand jaren was gebuikt als opslag voor auto’s en fietsen van omwonenden kwam wethouder Fred van Rek met het plan er een theater van te maken. Na een restauratie opende Theater de Fransche School op 1 oktober 1981 haar deuren.

#### Brand
Vrijdag 14 maart 1986 brak er brand uit in de kleedkamer. Het grootste deel van het pand ging bij de brand verloren, alleen het dak en de muren bleven overeind.
Na de brand werd het theater herbouwd. Om het draaiende te houden werd er een vrijwilligersorganisatie opgezet die het grootste deel van de werkzaamheden uitvoerde: bar, kassa, techniek en coördinatie.

#### Renovatie[7][8][9][10]
Rond de eeuwwisseling bleek het theater niet meer te voldoen aan de geldende ARBO-normen en de wensen van de tijd. De renovatieplannen waren aanvankelijk te duur tot de gemeenteraad in juni 2018 geld beschikbaar stelde. In 2019 startte de eerste fase. Hierbij werden de keuken, douche en toiletten opgeknapt. De tweede fase startte in april 2020 met onderhouds- en renovatiewerkzaamheden aan het gebouw.

## Heden

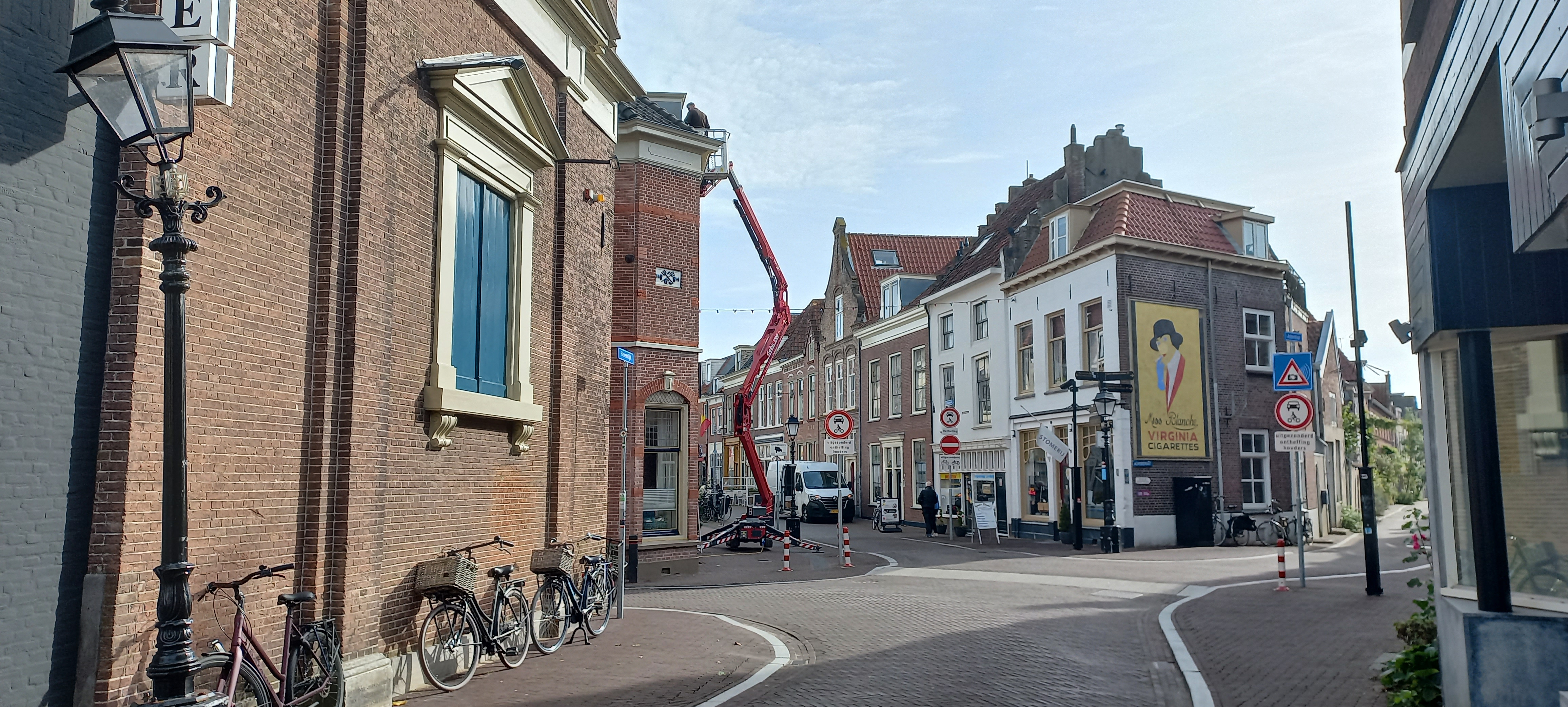
Panorama kruising Havendijk, Lange Meent, Tollenstraat en Achterstraat

Tegenwoordig vervult de Fransche School een culturele functie in de stad. Het theater beschikt over 133 zitplaatsen. De programmering is divers, er is ruimte voor theater, film en muziek van zowel professionals alsook (lokale) amateurs. Door het kleinschalige karakter en de zaal waarbij het publiek dicht bij het podium zit, komen artiesten graag naar het Culemborgs theater voor een try-out. Het theater wordt gerund door een tachtigtal vrijwilligers.        

## Galerij

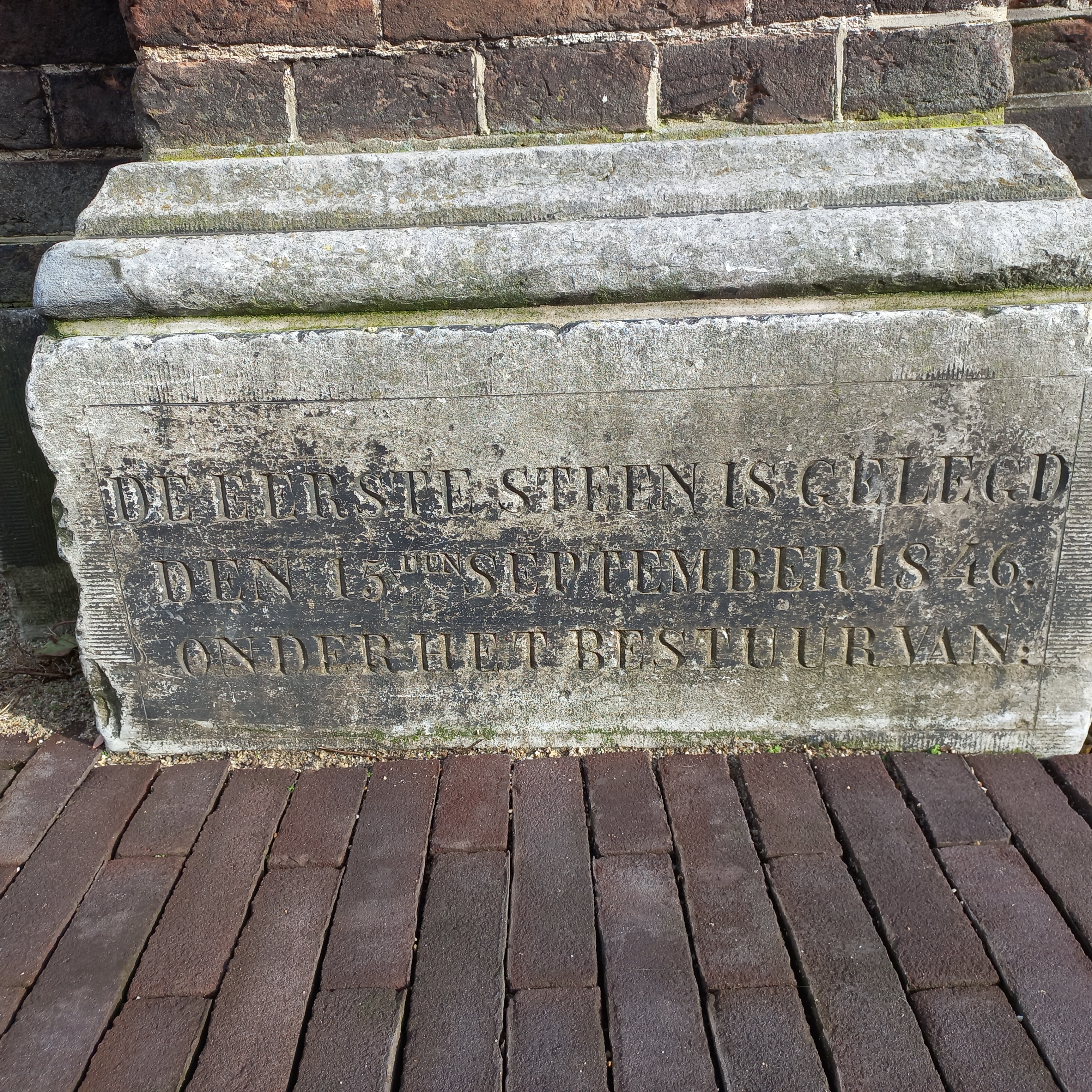
Eerste steen
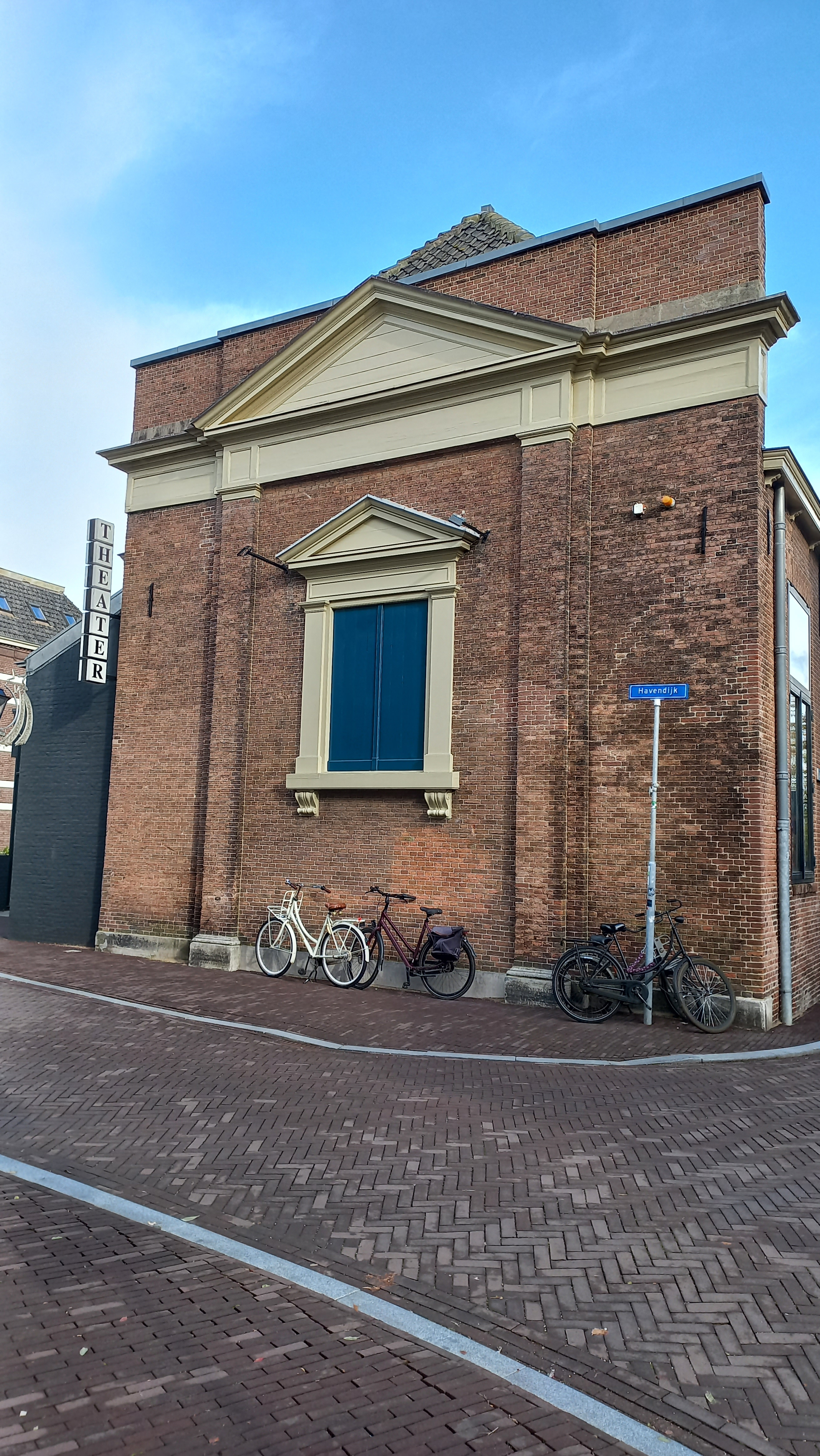
Voorgevel
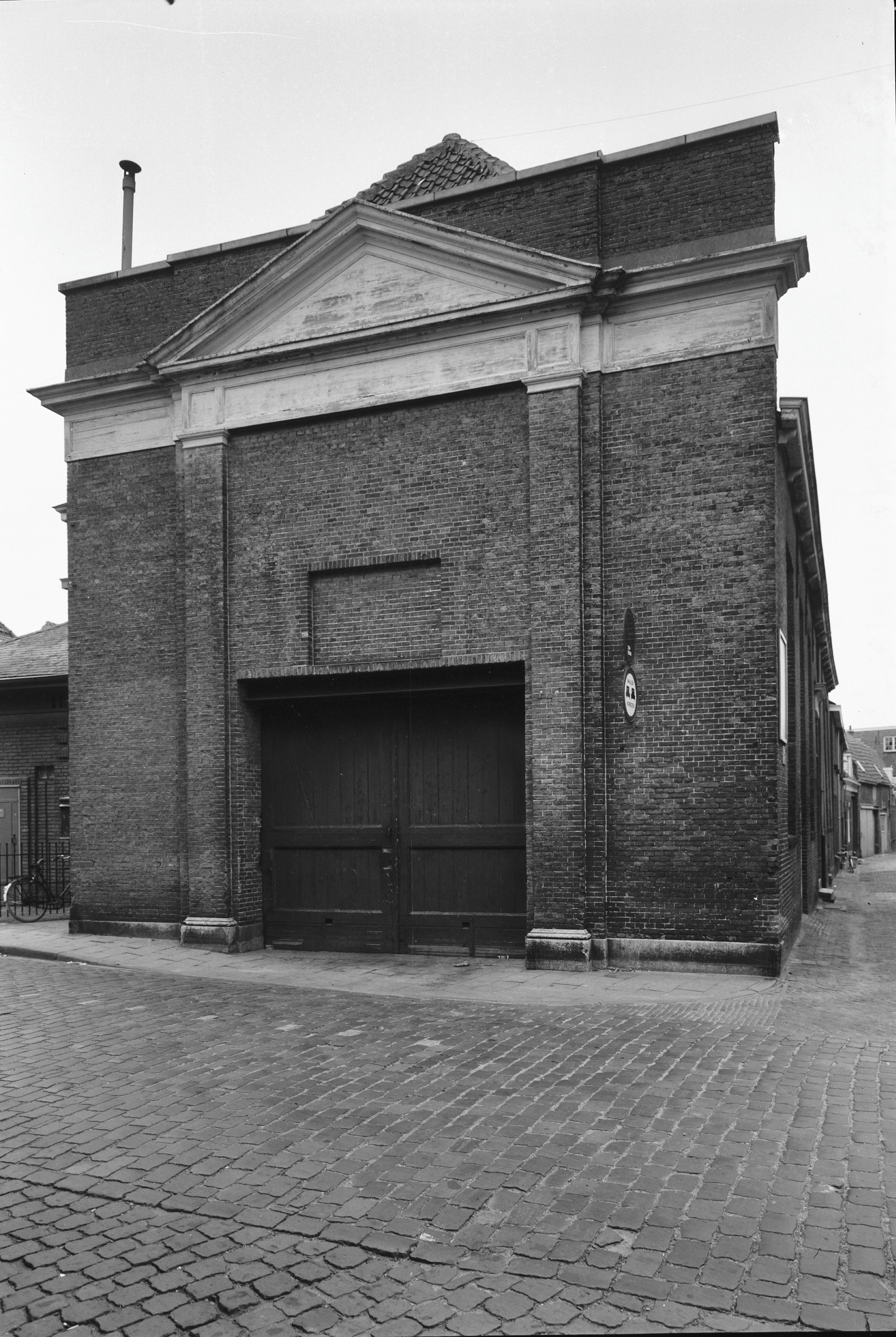
Voorgevel, 1964
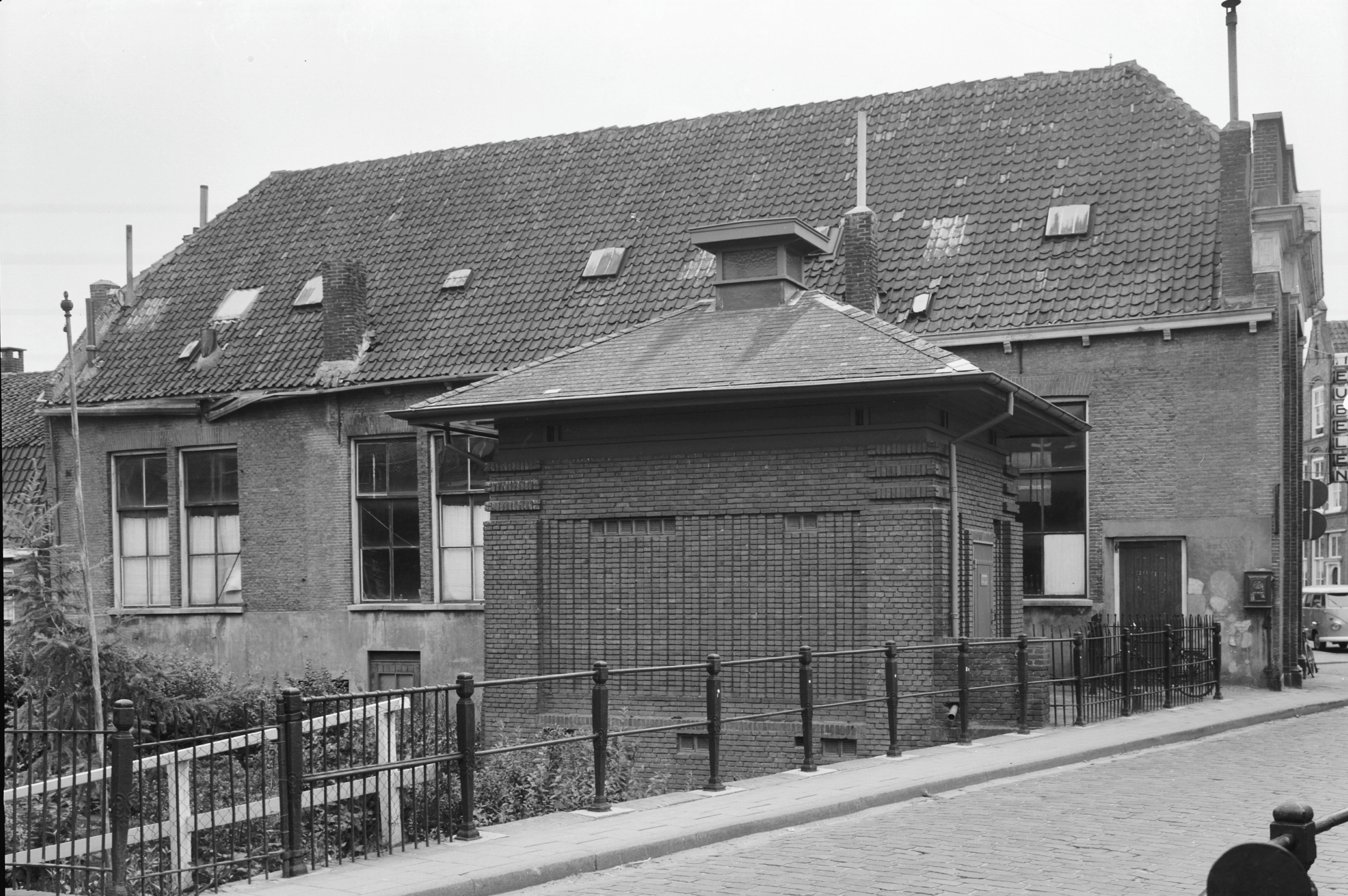
Zijgevel vanaf Havendijk, 1964
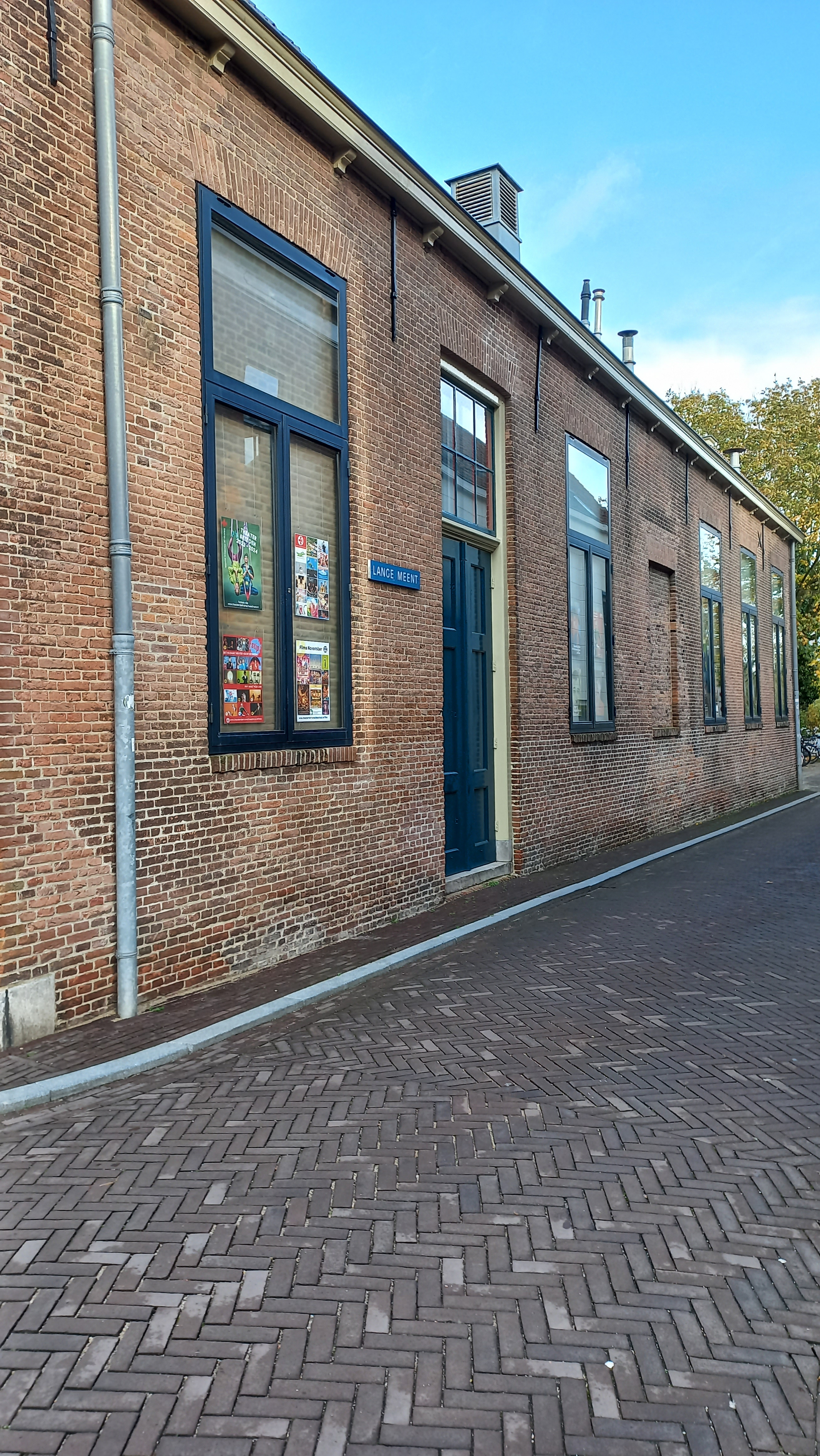
Zijgevel Lange Meent
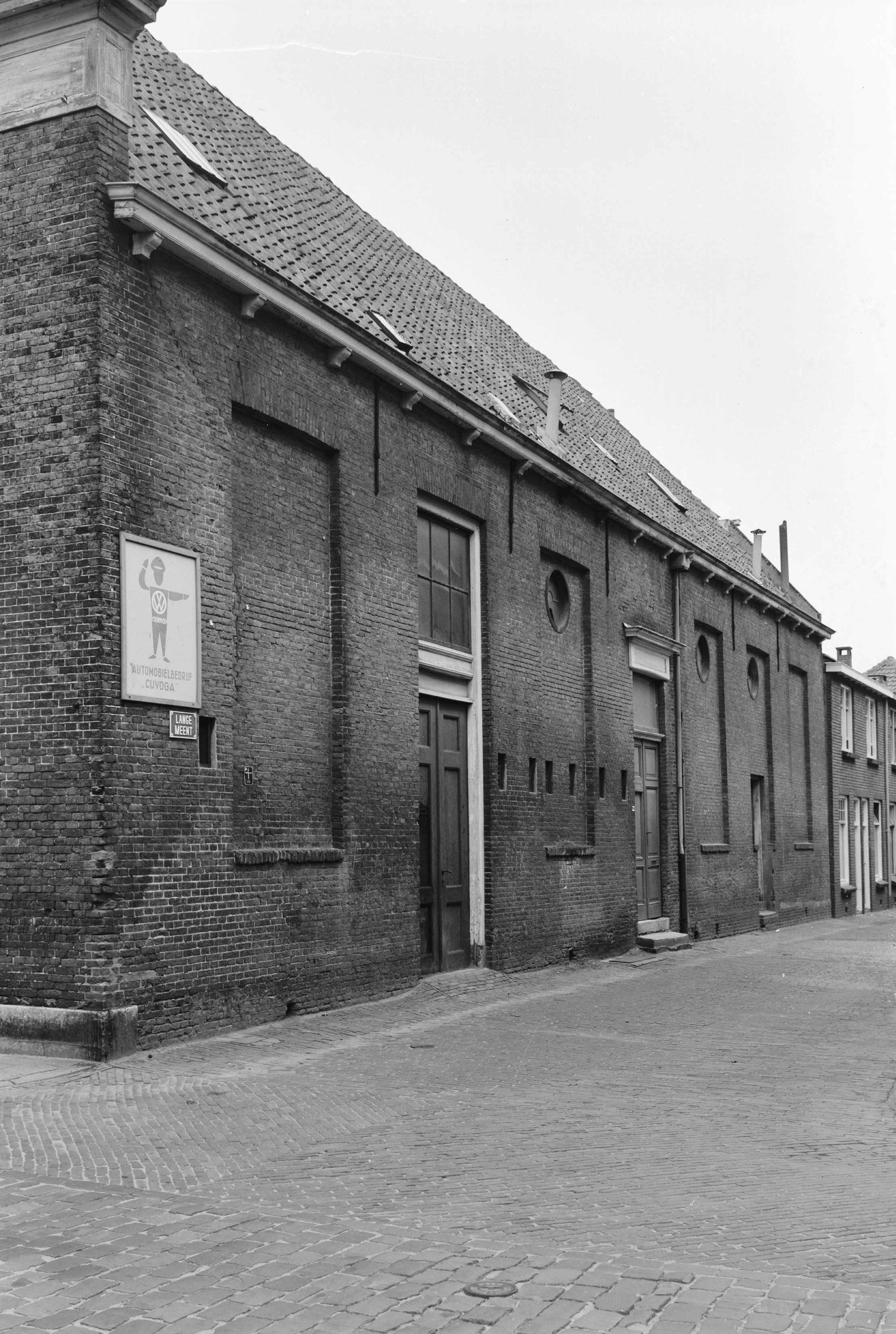
Zijgevel Lange Meent, 1964
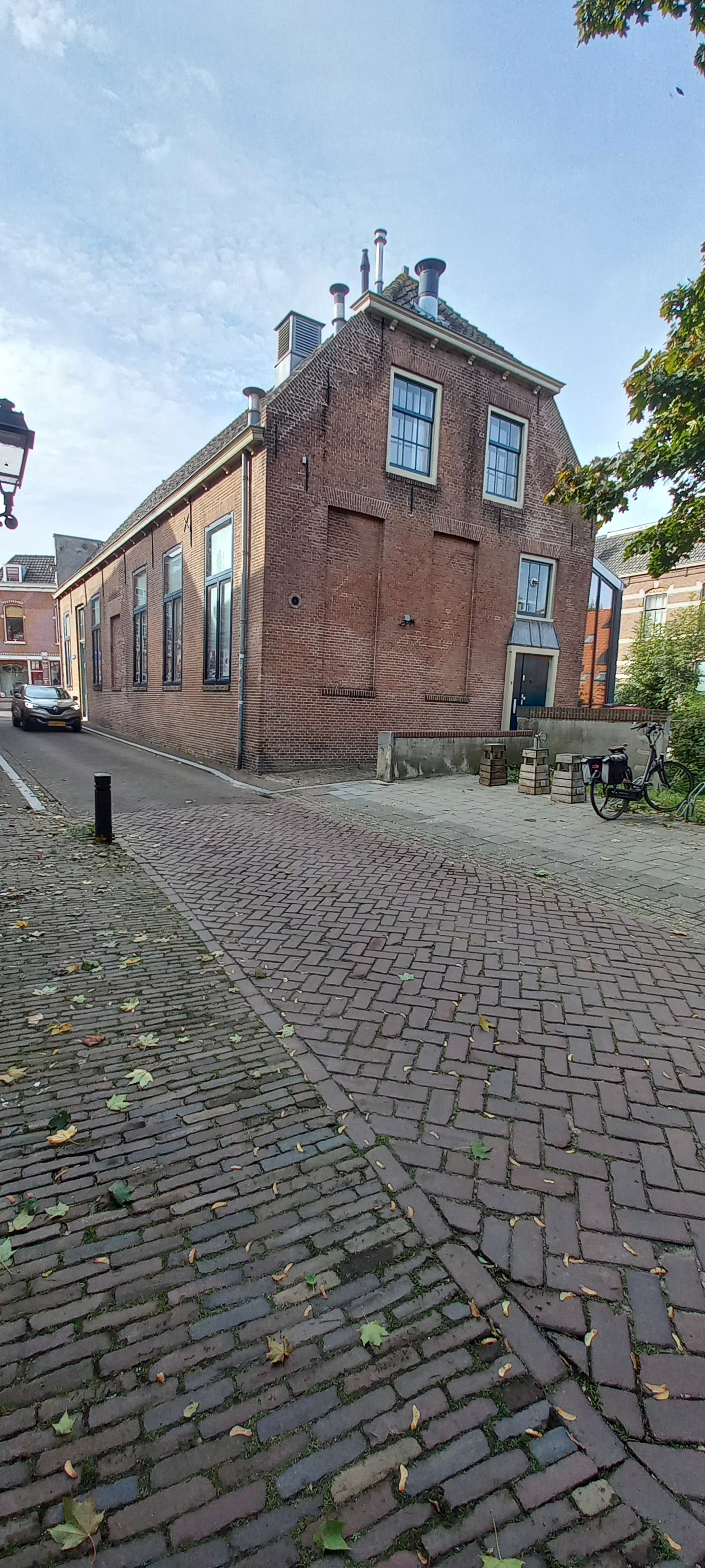
Achtergevel
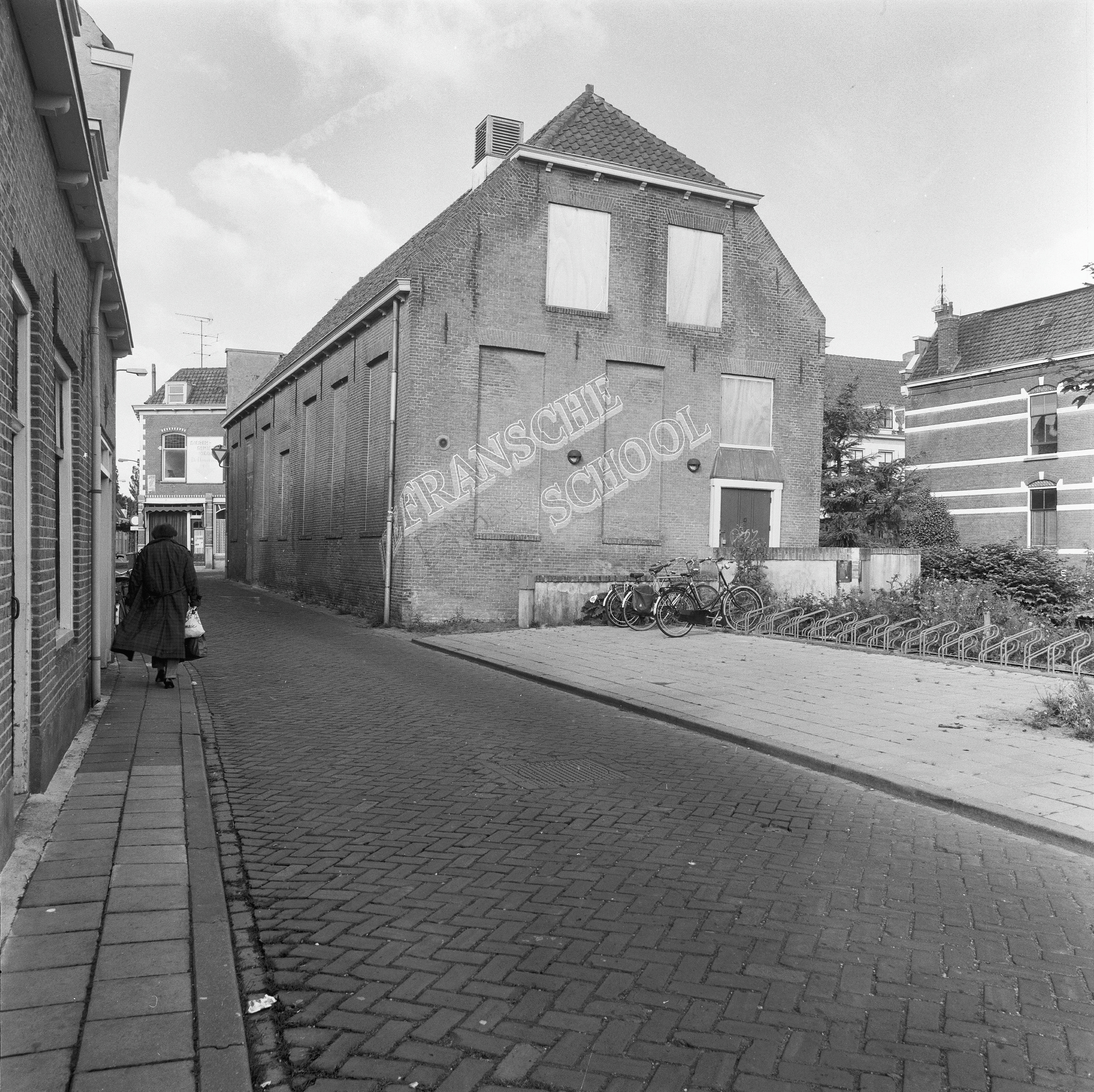
Achtergevel, 1964